# 케테 콜비츠

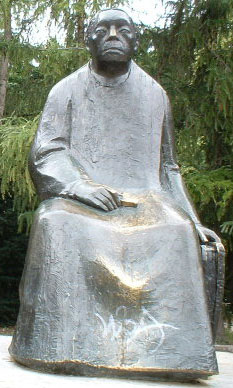
케테 콜비츠 동상

케테 콜비츠(독일어: Käthe Kollwitz, 혼전 성씨: 슈미트·Schmidt, 1867년 7월 8일~1945년 4월 22일)는 독일의 화가, 판화가이며 조각가이다. 그녀의 작품은 20세기 전반기의 인간 조건을 사실적이고 애틋하게 묘사한 것으로 유명하다. 그녀는 불행한 사람, 특히 가난과 전쟁의 피해자들에게 관심이 있었고 이를 그림, 에칭, 리소그래피, 목판화로 표현했다. 그의 작품은 자연주의에 기반하지만 후기 작품들은 표현주의적인 경향도 있다.
참여미술의 선각자로도 불린 콜비츠의 미술은 루쉰의 판화운동, 1980년대 대한민국의 민중미술에 큰 영향을 미쳤다.

## 생애와 작품

### 성장기
콜비츠는 오늘날 칼리닌그라드로 이름을 바꾼 동프로이센의 쾨니히스베르크에서 다섯번째로 태어났다. 그의 아버지 카를 슈미트는 건축업자로 급진적 사회민주주의자였다. 어머니 카테리나 슈미트는 프로이센 개신교 신학자인 율리우스 러프의 딸이었고 프러시아 연합 복음주의 교회에서 루터교로 개종하였다. 콜비츠의 어머니는 러프로부터 종교학과 사회학을 배웠다. 콜비츠는 부유한 가정에서 별다른 어려움 없이 자랐다. 12세가 되었을 때 아버지는 딸의 재능을 알아보고 그림 공부를 시켰다고 한다. 16세가 되어 콜비츠는 아버지 사무소에서 본 노동자, 선원, 농노들을 그리기 시작했다. 그림을 공부하고 싶었지만 당시 프로이센에는 여성의 입학을 허락하는 대학교나 아카데미가 없었다. 콜비츠는 베를린에 있는 여성 예술 학교에 입학하였다. 콜비츠는 막스 클링거의 친구인 카를 쉬타우퍼 베른에게서 배웠는데, 사회성이 강한 클링거의 에칭 작업은 콜비츠에게 큰 영향을 주었다.
케테는 17세에 카를 콜비츠와 약혼하였다. 1888년 그녀는 뮌헨의 여성 예술 학교에 입학하였고, 자신의 재능이 회화보다는 판화에 있다는 것을 깨달았다. 콜비츠는 1890년 쾨니히스베르크로 돌아가 자신의 첫 스튜디오를 임대하였고, 노동자들을 계속해서 그렸다.
1891년 케테는 카를 콜비츠와 결혼하였다. 당시 카를은 의사로서 베를린에서 빈민 구호를 하였다. 둘은 큰 아파트에 신혼 살림을 차렸는데 콜비츠는 제2차 세계대전 와중에 파괴될 때까지 이 집에서 살았다. 남편과 함께한 경험은 콜비츠에게 매우 소중한 것이었다.
| “ | 나는 노동자들이 보여주는 단순하고 솔직한 삶이 이끌어 주는 것들에서 주제를 골랐다. 나는 거기에서 아름다움을 찾았다. …… 브루주아의 모습에는 흥미가 없었고, 중산층의 삶은 모든 게 현학적으로만 보였다. 그에 반해, 프롤레타리아에겐 뚝심이 있었다. …… 언젠가 한 여성이 남편에게 도움을 청하기 위해 왔을 때 나는 우연히 그녀를 보았다. 그 순간 프롤레타리아의 숙명과 삶의 모든 것에 얽힌 것들이 나를 강렬하게 움직이게 하였다. …… 그러나 그 무엇보다 힘주어 말하고 싶은 것은, 내가 프롤레타리아의 삶에 이끌린 이유 가운데 동정심은 아주 작은 것일 뿐이며, 그들의 삶이 보여주는 단순함에서 아름다움을 발견했기 때문이다. | ” |

콜비츠는 어려서부터 형제자매의 죽음에 심한 불안을 보였다고 한다. 특히 동생 벤야민이 죽었을 때 그러하였다. 최근의 연구에 따르면 콜비츠는 앨리스 증후군이라고 불리는 신경성 장애가 있었던 것으로 보인다. 앨리스 증후군은 흔히 편두통을 동반하며 환각에 빠지게 한다. 케테의 직조공들 연작은 모두 여섯 개의 작품으로 되어 있으며 그 중 셋은 석판화이고 나머지 셋은 애쿼틴트로 제작되었다. 《직조공들》은 1898년 전시되어 많은 호평을 받았다.</ref>

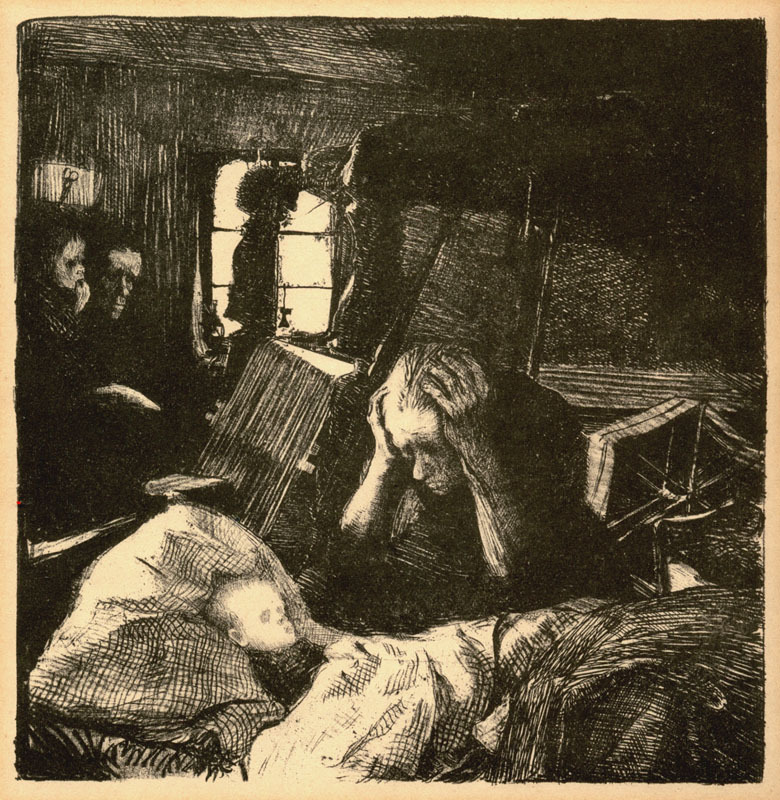
장면1 빈곤
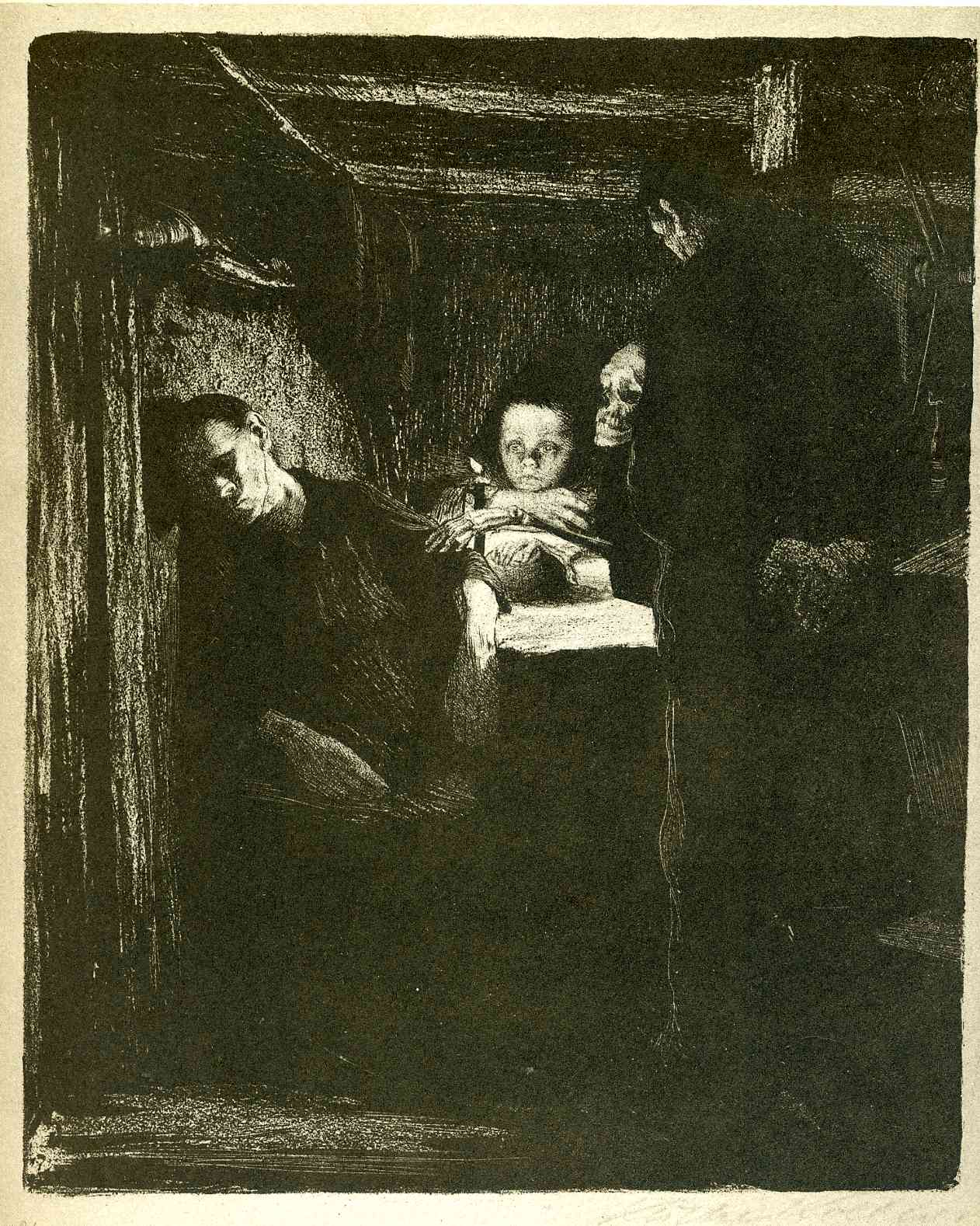
장면2 죽음
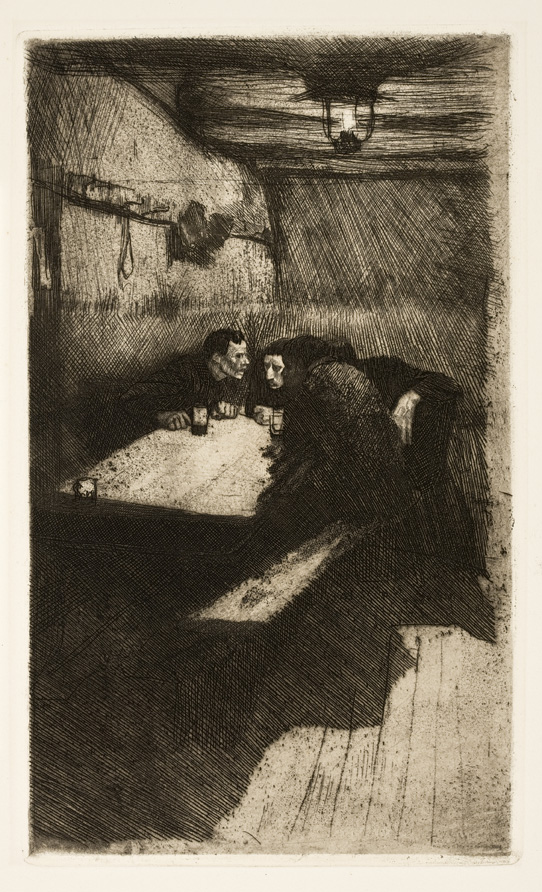
장면3 모의
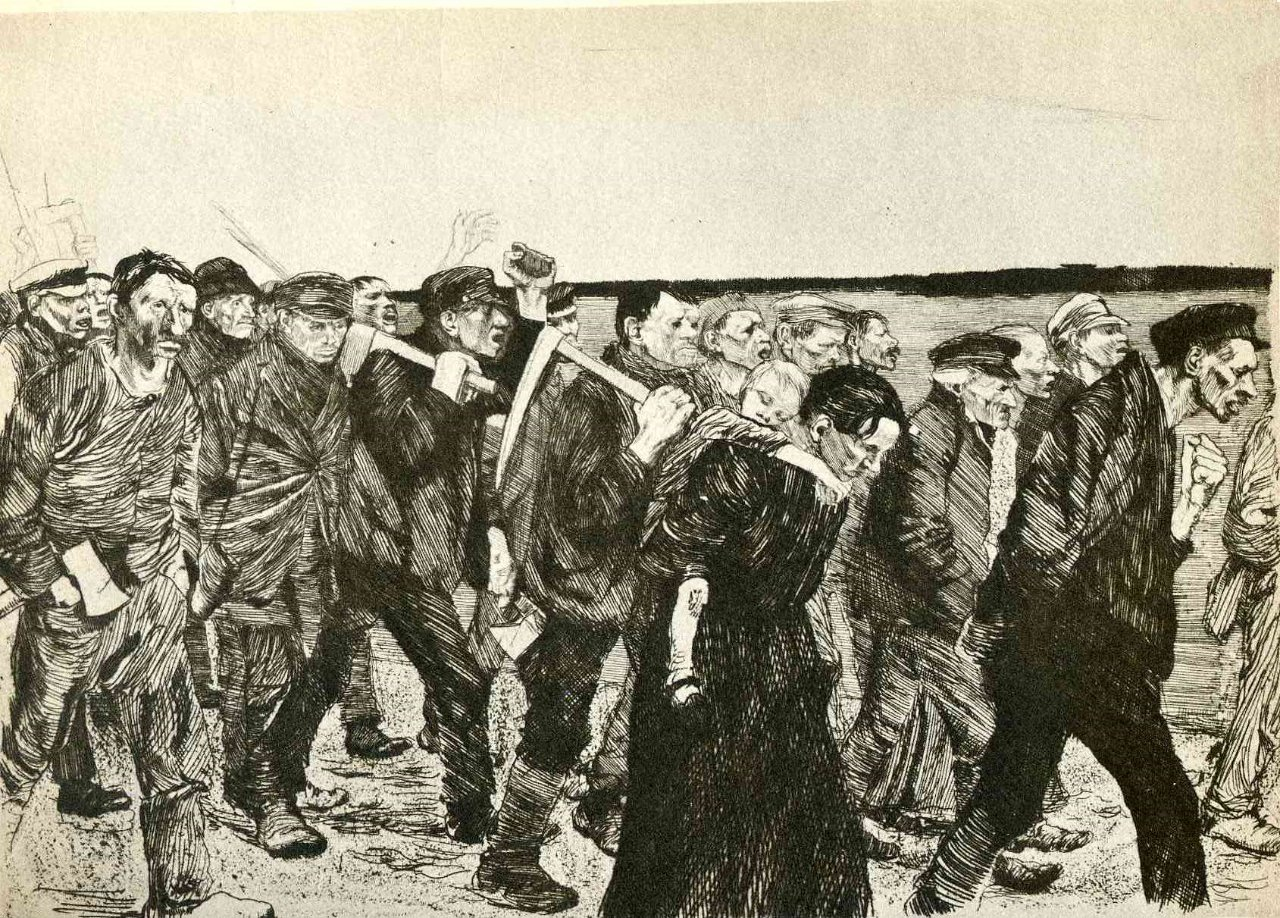
장면4 행진
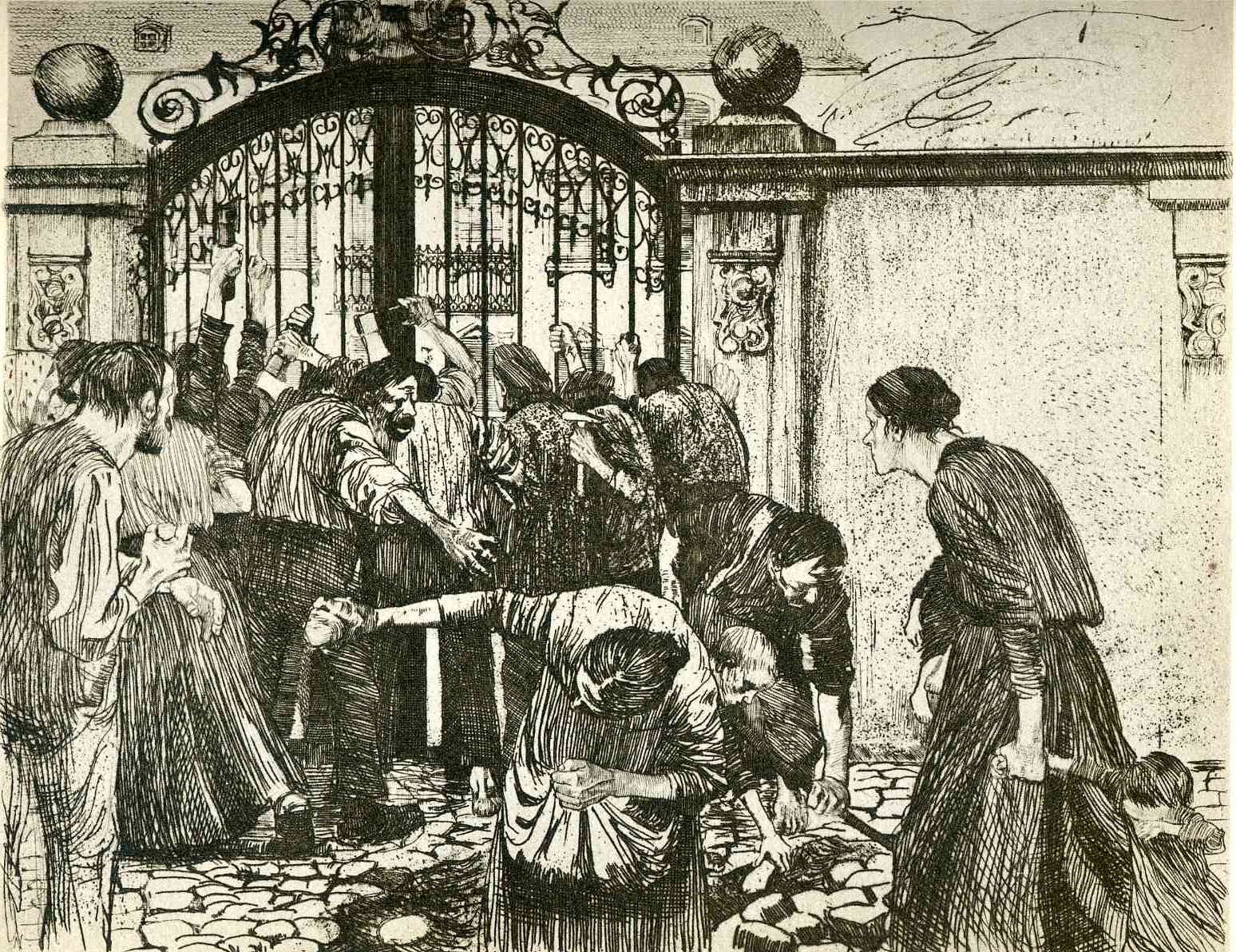
장면5 문 앞에서 봉기하다
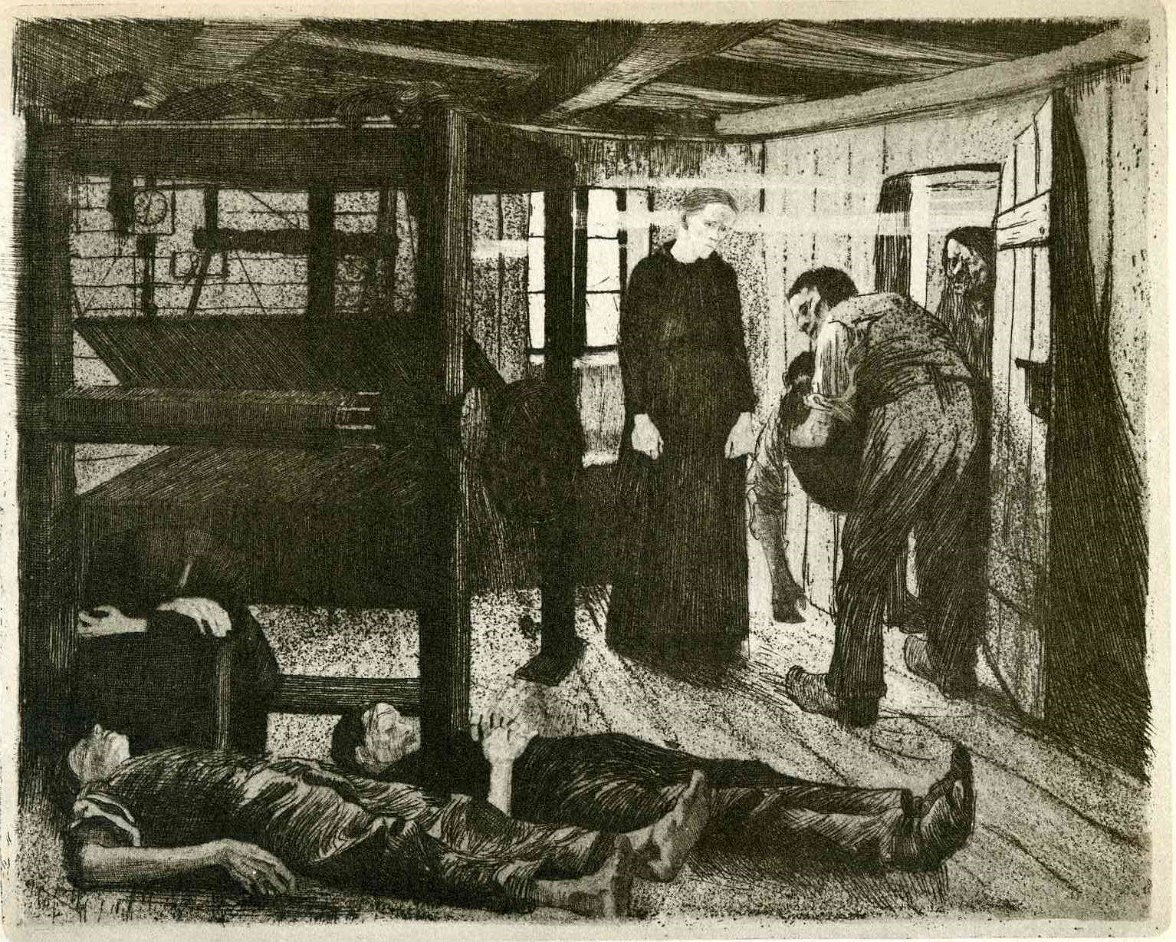
장면 6 결말

《직조공들》은 베를린 살롱에 출품되었고, 심사위원들은 금상을 수여하려고 하였으나 프로이센 정부의 반대로 취소되었다. 정부는 "마음을 누그러뜨리게 하거나 달래주는 요소가 하나도 없는 자연주의적 표현기법"이라는 이유로 당시 프로이센의 황제 빌헬름 2세에게 상장 수여를 수락하지 말라고 요청하였다.

### 농민전쟁
《농민전쟁》은 1902년부터 1908년까지 제작된 콜비츠의 두번째 대형 연속 판화이다. 이 시리즈는 1525년 무렵 일어났던 독일 농민전쟁을 배경으로 하고 있다. 작품은 7개의 에칭을 포함한 판화들로 구성되어 있다. 콜비츠는 혁명을 선동한 "검은 안나"라는 여성 농민의 이야기를 듣고 작품의 줄거리를 구상하게 되었다. 이전 연작 판화인 《직조공들》이 원작 소설을 바탕으로 한 것에 반해 《농민전쟁》은 원작 없이 콜비츠의 구상에 의해 제작되었다. 콜비츠는 1899년 제작하였던 〈봉기〉를 발전시켜 독일 농민전쟁의 흐름을 상징하는 장면들을 구상하였다. 특히 검은 안나는 역사적인 인물은 아니지만 이 연작 판화의 절정에 해당하는 〈진격〉의 주요 소재로 등장시켰다.
콜비츠는 농민전쟁을 제작하는 동안 파리를 두 번 방문하였고 줄리안느 아카데미에서 강의를 들었다. 1906년 콜비츠는 빌라 로마나 상을 수상하였다.

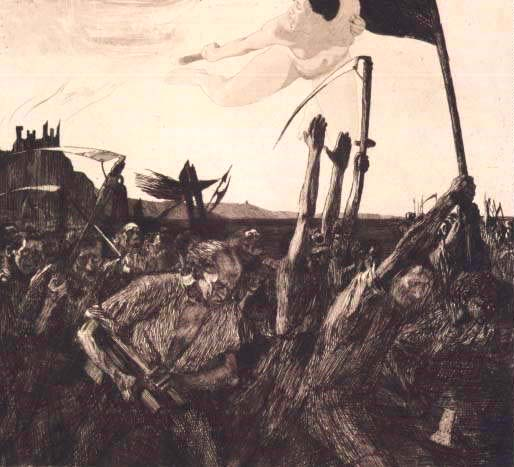
장면 1: 봉기, 1899년
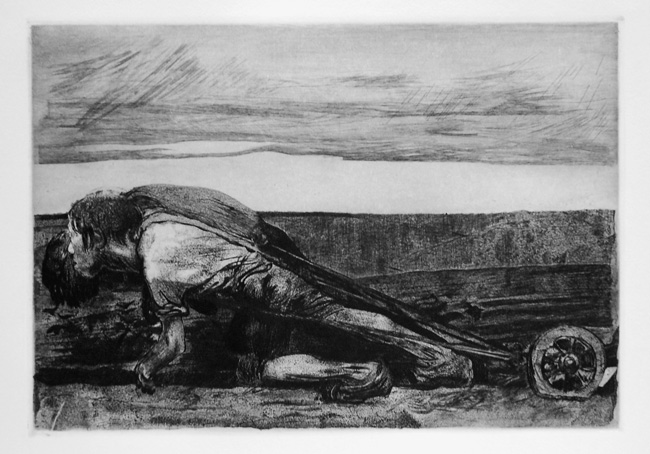
장면 2: 쟁기질, 1907년
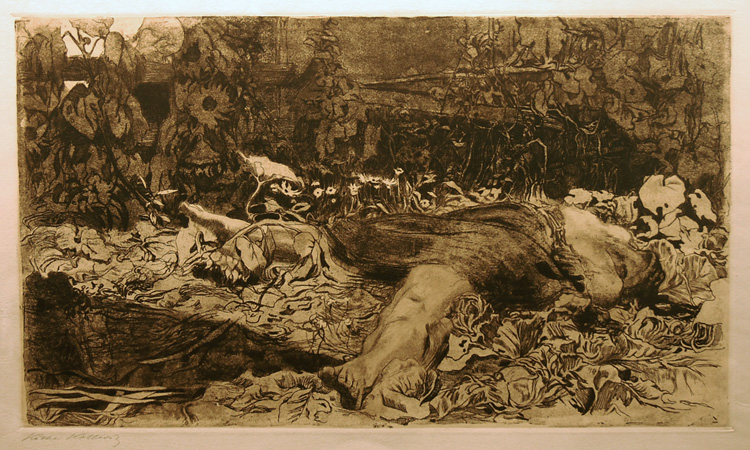
장면 3: 강간, 1907년
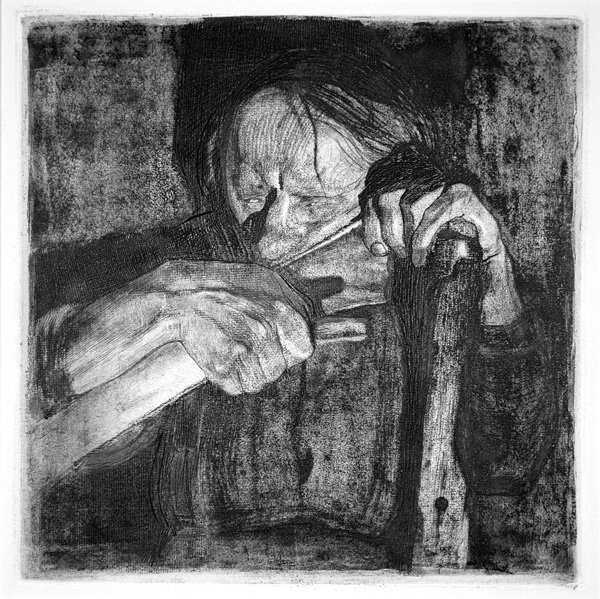
장면 4: 낫을 갈다, 1905년
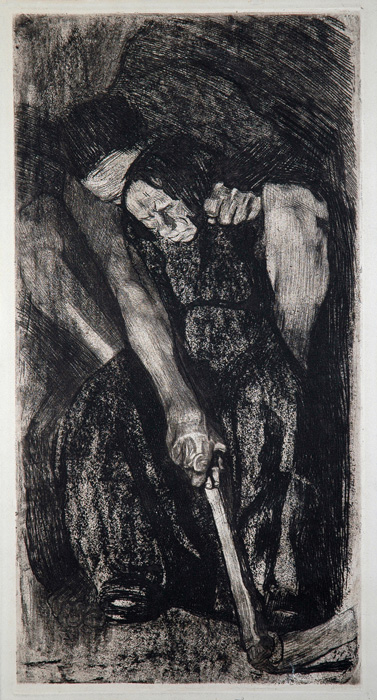
장면 5: 격려, 1905년
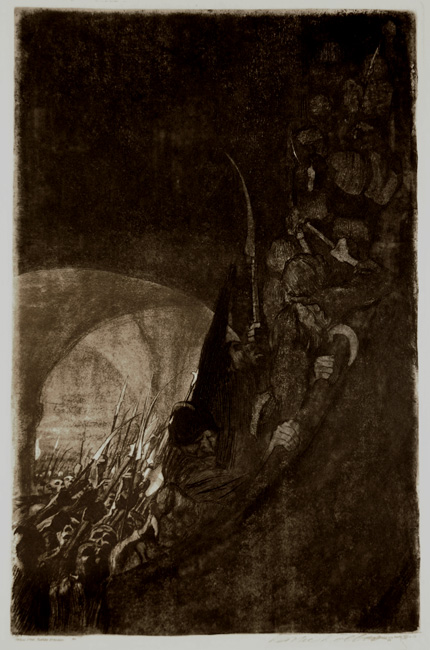
장면 6: 회랑의 결전, 1906년
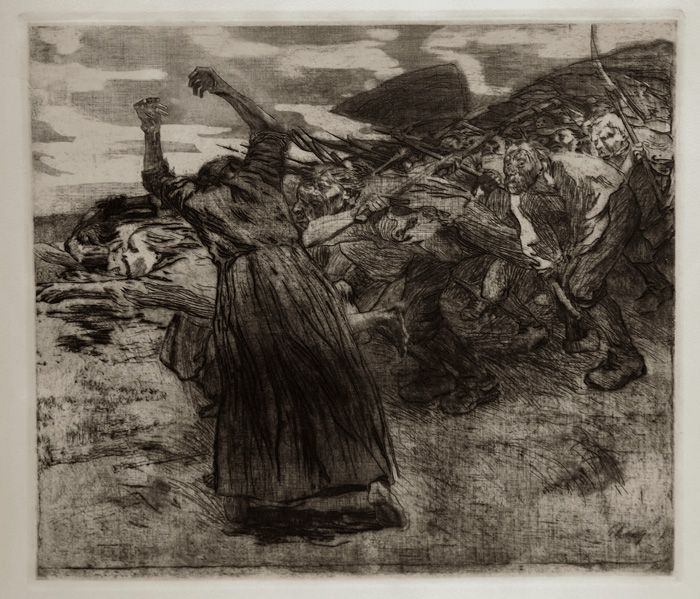
장면 7: 발발, 1902년
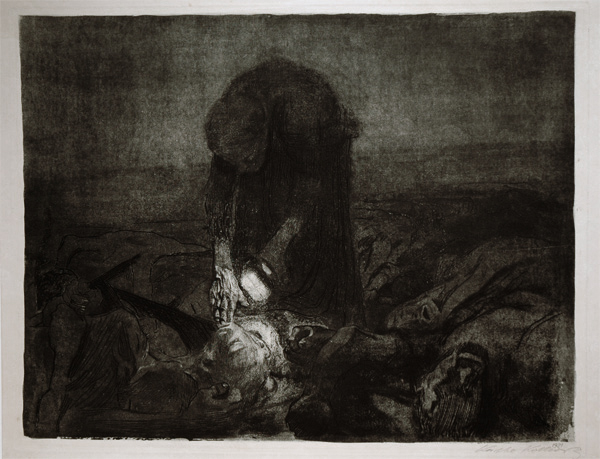
장면 8: 전쟁터, 1907년
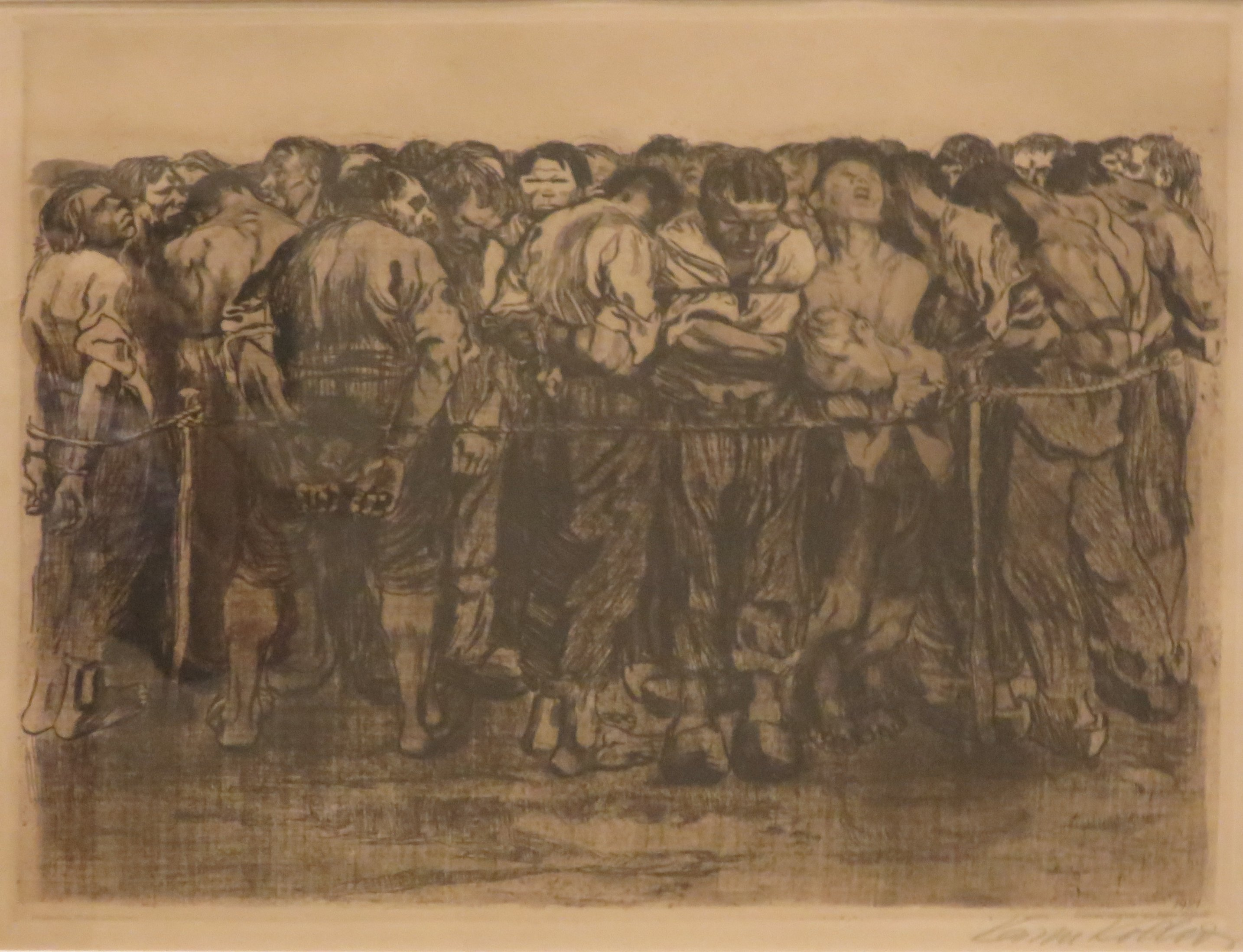
장면 9: 포로들, 1908년

### 아들의 죽음과 반전 운동

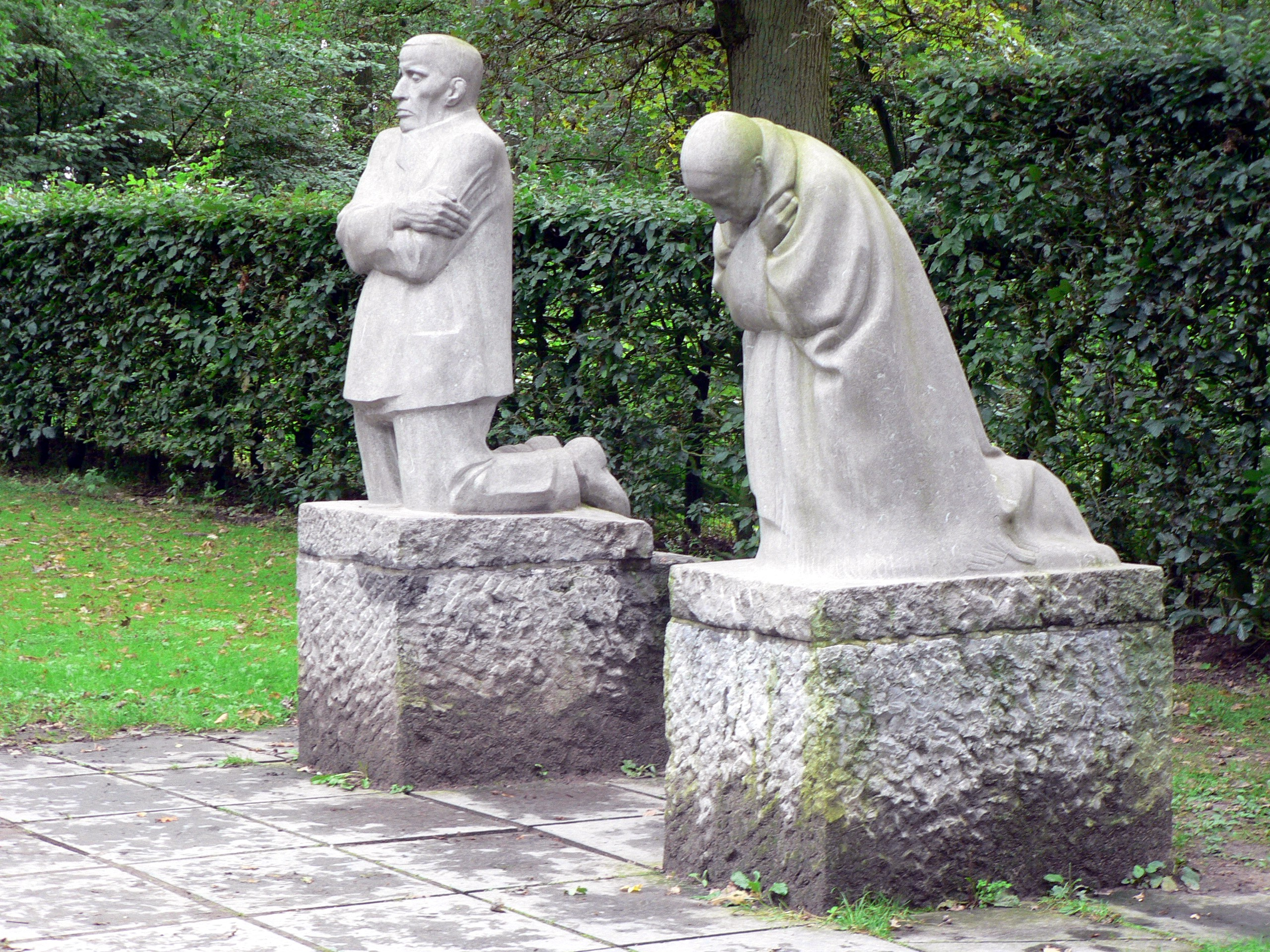
케테 콜비츠의 〈비통한 부모〉, 블라드슬로 독일 전쟁 기념관, 1932년 작품

제1차 세계대전이 일어나자 독일의 청년들은 전쟁터로 달려갔다. 케테 콜비츠의 두 아들 역시 자원 입대하였다. 카를은 아이들의 입대에 반대하였지만 케테 콜비츠는 아이들이 뜻을 존중하자고 말하였다. 케테 콜비츠는 1914년 11월 27일의 일기에서 "카를은 국방부에 편지를 써서 그 아이를 전선으로 보내지 말아달라고 요청하려 한다.…… 그 아이는 원래 군인이 되려고 했다가 조금 후퇴해서 위생병이 되려 하더니 결국 티푸스 요양원으로 가게 되었다. …… 나는 그것을 자식 둔 사람의 이기주의로만 생각했다." 라고 썼다.
1914년 페터는 플랑드르의 전쟁터에서 죽었고 케테 콜비츠는 큰 충격을 받았다. 콜비츠는 계속해서 작품 활동을 이어갔지만 훗날 "삶에서 가장 참기 힘든 충격"이었다고 회상하였다. 1914년 10월 30일 금요일 케테 콜비츠의 일기에는 단 한 줄만이 적혀 있었다.
| “ | 당신의 아들이 전사했습니다. | ” |

아들의 죽음은 케테 콜비츠의 생각을 바꾸어 놓았다. 지금까지 콜비츠는 대의를 위한 고귀한 희생을 작품에 담아 왔으나, 자식의 죽음을 보면서 과연 전쟁에서 고귀한 희생이란 것이 있는가 하는 회의를 하게 된 것이다. 케테 콜비츠는 페테를 기념하는 〈비통한 부모〉를 1932년에 완성하였다.
제1차 세계대전이 끝난 뒤인 1919년 케테 콜비츠는 인류가 겪어보지 못한 전쟁의 참화를 판화로 그려내기 시작했다. 케테 콜비츠는 1922년 연작 판화 《전쟁》을 완성하고 반전 운동가이자 작가인 로망 롤랑에게 편지를 썼다. 콜비츠는 편지에서 그 동안 그 전쟁을 형상화하려고 무던히 애를 쓰다가 이제야 완성했다며, 이 작품은 온세계를 돌아다니며 "보시오 우리 모두가 겪은 이 참담한 과거를"하고 외쳐야 할 것이라고 썼다.《전쟁》은 1924년 베를린에 세워진 국제 반전 박물관의 개관 기념 작품으로 전시되었다. 《전쟁》은 아들을 끌고가는 죽음의 선동, 남겨진 가족의 슬픔, 자식을 잃은 부모의 슬픔과 같은 주제를 목판화로 표현하였다.

### 만년

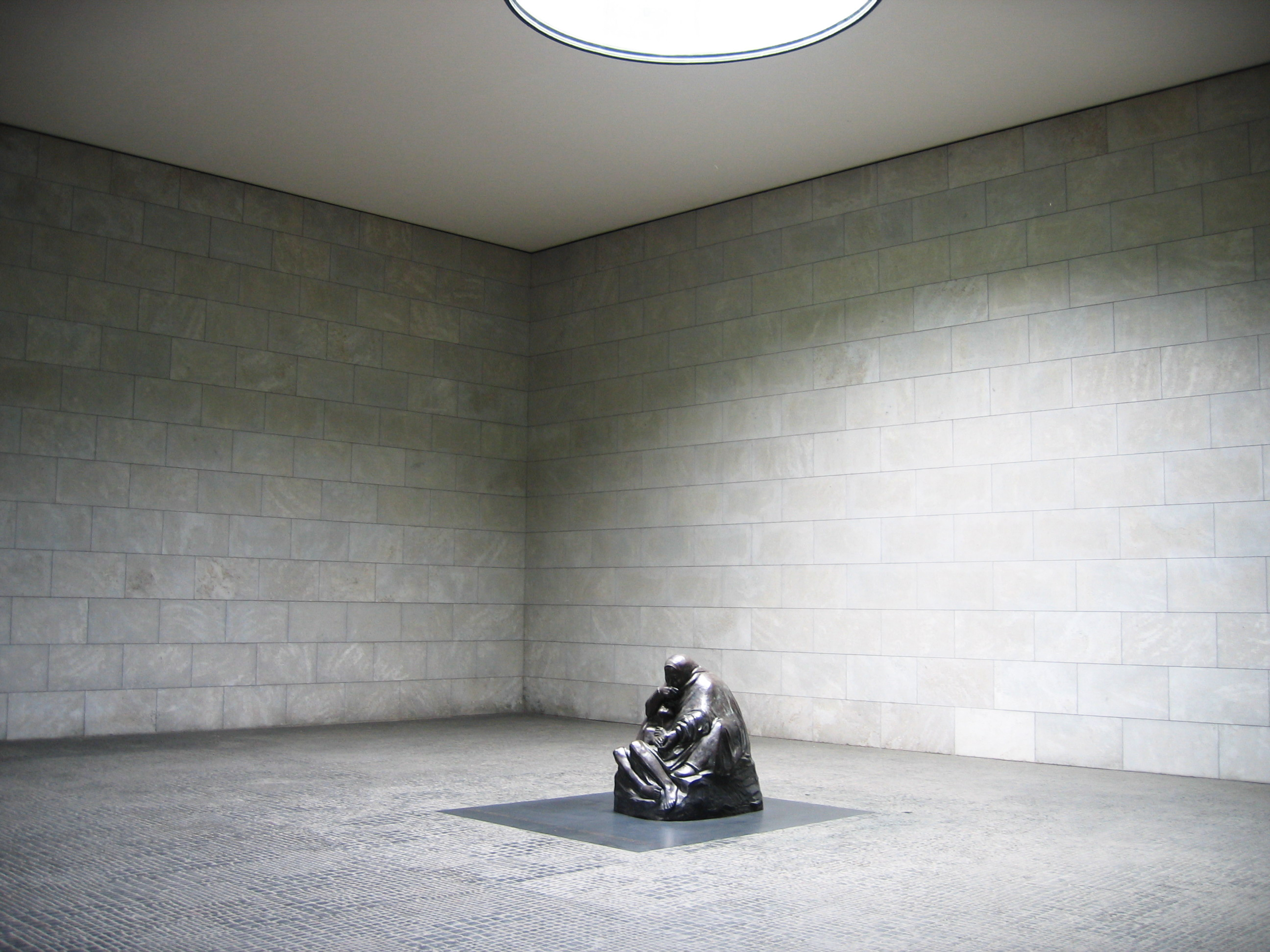
죽은 아들을 안은 어머니 (피에타), 콜비츠. 1937년 - 1938년

1932년 7월 독일 국가의회 선거 결과 케테 콜비츠가 지지하던 연대를 위한 긴급 요청은 국가사회주의 독일 노동자당(나치)에게 참패하였다. 나치는 콜비츠를 베를린 예술 아카데미에서 해임시켰다. 나치는 박물관에서 콜비츠의 작품들을 철거하였지만, "어머니와 아이들"을 소재로 한 그림들을 잘라내어 자신들의 프로파간다에 사용하였다.
1930년대 동안 콜비츠는 《죽음》 연작을 작업하였다. 게슈타포가 반 나치 활동 혐의로 콜비츠 내외를 조사하였지만 국제적 명성 덕분에 구속되는 것은 면하였다.
콜비츠는 70세 생일을 맞아 예술계 곳곳에서 150여 통의 전보를 받았다. 미국이 콜비츠를 초청하였으나 콜비츠는 가족에게 돌아올 신변 위험을 걱정하여 거절하였다. 1940년 남편 카를이 병으로 사망하였고, 손자 페터는 제2차 세계대전 중에 전사하였다. 전쟁이 격화 되자 콜비츠는 베를린을 떠나 피난길에 올랐고, 살던 집은 폭격을 맞아 파괴되었다. 집이 불타면서 콜비츠의 많은 작품들도 함께 타버렸다. 콜비츠는 노르트하우젠, 모리츠부르크 등을 전전하다 작센공 에른스트 하인리히의 집에 머무르게 되었다. 콜비츠는 1945년 4월 22일 사망하였다. 그녀가 사망한 지 16일이 지나 전쟁이 끝났다.

## 참고자료
- 노형석 기자 (2006년 5월 30일). “‘판화의 성녀’ 콜비츠 다시 보기 - 20세기초 궁핍한 민중 표현한 참여미술 선각자 서울 전시”. 한겨레. 2007년 12월 25일에 확인함.